# De echtgenote

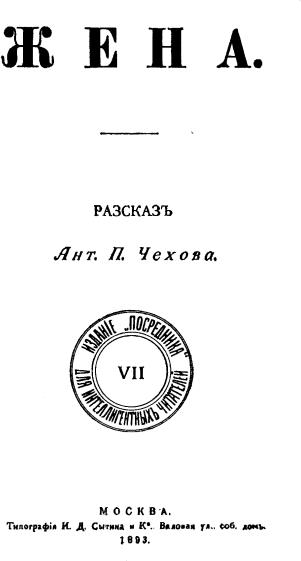
Omslag van de Russische publicatie

De echtgenote of Een echtgenote is een kort verhaal van Anton P. Tsjechov uit 1895. De oorspronkelijke Russische titel is Жена (Zhena). De vrouw in dit verhaal zou "een van de onsympathiekst uitgebeelde vrouwspersonen in Tsjechovs hele oeuvre" zijn, volgens slavist en hoogleraar Tom Eekman.
De Turkse film Winter sleep is onder andere op dit verhaal gebaseerd.

## Inhoud
Dokter Nikolaj Jewgrafytsj windt zich erover op dat zijn vrouw Olga Dmitrijewna steeds pas tegen de ochtend thuis komt. Hij is onrustig en ruikt door het hele huis de bloemen die iemand haar stuurt. In haar kamer vindt hij een telegram in het Engels van ene Michel uit Monte Carlo en herinnert zich dat zij ooit ruziemaakte om een buitenlands paspoort van hem te krijgen.
Hij heeft tuberculose en artsen adviseerden hem naar de Krim te verhuizen, maar Olga zag meer in Nice, waar zij voor voor hem zou zorgen. Dat is dicht bij Monte Carlo, bedenkt Nikolaj, en met een vertaalwoordenboek leest hij in het telegram dat Michel duizendmaal haar kleine voetjes zal kussen. Diep gekrenkt ziet hij voor zich hoe het in Nice zou gaan. Zijn huwelijk ziet hij nu terug als een hel en hij haalt zichzelf omlaag als oninteressant, grof en onbekwaam. Hij gelooft dat hij niet lang meer te leven heeft en dat hij de levenden niet voor de voeten moet lopen.
Als Olga eindelijk thuis komt, blijft ze te keer gaan over iemand die haar tas met vijftien roebel kwijtgemaakt zou hebben. Nikolaj belooft haar vijfentwintig roebel als ze haar mond houdt zodat hij met haar kan praten. Eerst kleedt ze zich om in een sensueel gewaad en dan is daar dat kleine voetje weer. Hij confronteert haar met het telegram en als ze ontkent zegt dat hij niet lang meer te leven heeft en dat ze vrij is. Nu geeft zij alles toe en complimenteert zichzelf met haar openhartigheid.
Hij wil scheiden, maar zij vreest voor haar maatschappelijke positie en wil alleen het paspoort, insinuerend dat hij haar dom vindt en van haar af wil. Ook gaat ze ervan uit dat de jongere Michel genoeg van haar zal krijgen of zij van hem. Nikolaj wordt woest, wil haar de deur uit jagen en zij verlaat protesterend de kamer.
Nikolaj kan niet slapen en verwijt zich dat hij als brave lobbes zich ingelaten heeft met zijn sluwe schoonfamilie en Olga.
Als hij om elf uur naar zijn werk gaat, komt het kamermeisje binnen. Mevrouw laat vragen naar die vijfentwintig roebel die hij beloofd had.